# Ligament hyo-épiglottique
Le ligament hyo-épiglottique (ou membrane hyo-épiglottique) est un ligament extrinsèque du larynx qui relie l'épiglotte à l'os hyoïde.

## Structure
Le ligament hyo-épiglottique forme une membrane mince et discontinue entre la face antérieure du cartilage épiglottique et le bord postéro-supérieur de l'os hyoïde.
Il forme la limite supérieure de l'espace hyo-thyro-épiglottique.